# Puebla de Arenoso
Puebla de Arenoso (valencianisch: La Pobla d’Arenós) ist eine Gemeinde (Municipio) mit 174 Einwohnern (Stand: 2024) in der Provinz Castellón in der spanischen autonomomen Region Valencia. Neben dem Hauptort Puebla de Arenoso gehören die Weiler Los Calpes, Los Cantos und La Monzano.

## Geographie
Puebla de Arenoso liegt etwa 54 Kilometer westnordwestlich der Provinzhauptstadt Castellón de la Plana und etwa 75 Kilometer nordnordöstlich von Valencia am Río Mijares, der hier zur Embalse de Arenoso aufgestaut wird, im Bezirk Alto Mijares in einer Höhe von ca. 625 m. 

## Sehenswürdigkeiten
- Burgruine von La Viñaza
- Kirche Mariä Engeln
- Marienkirche in Los Cantos
- Marienkapelle
- Barbarakapelle
- Christopheruskapelle
- Thomaskapelle
- Rathaus

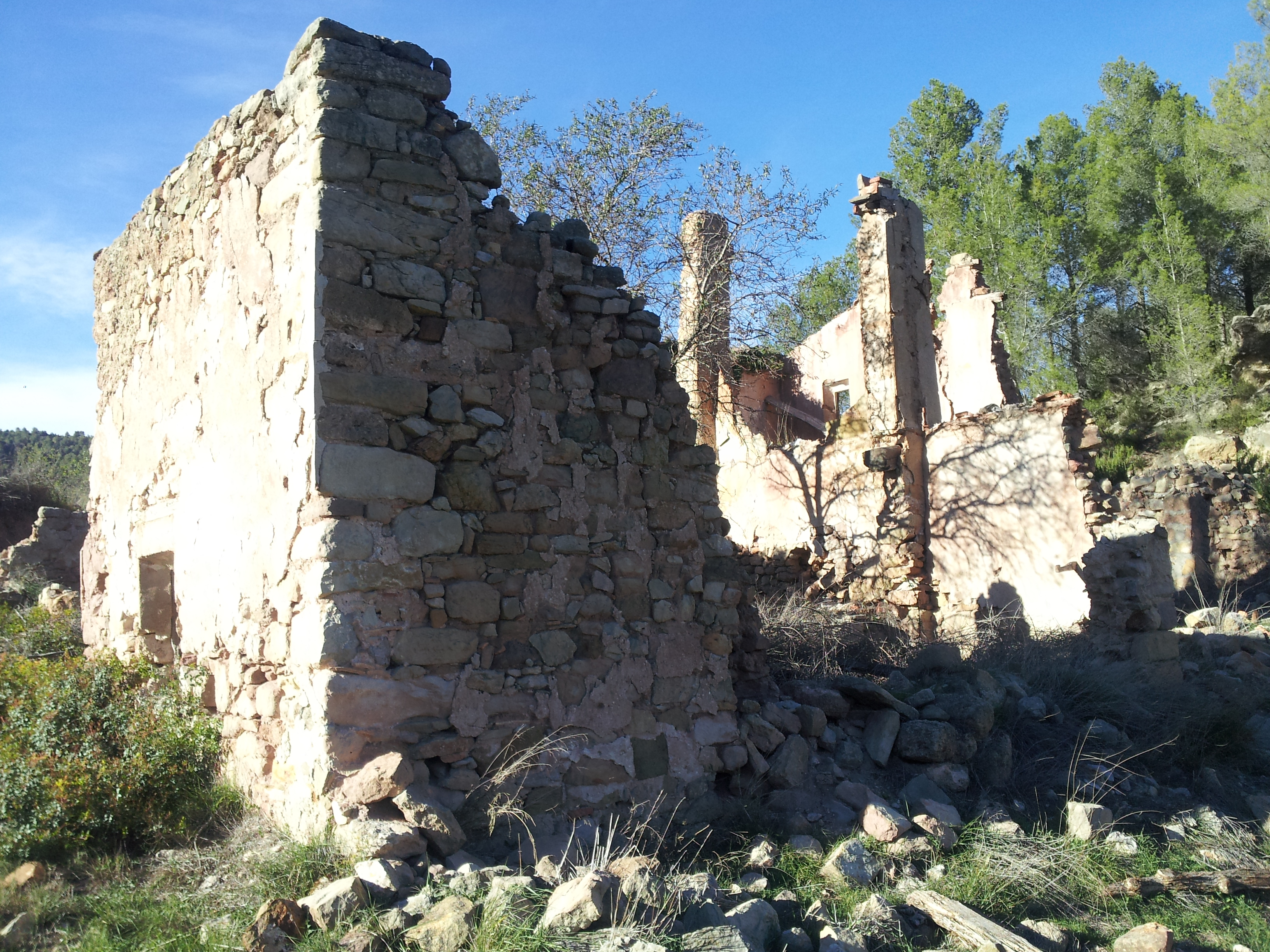
Burgruine
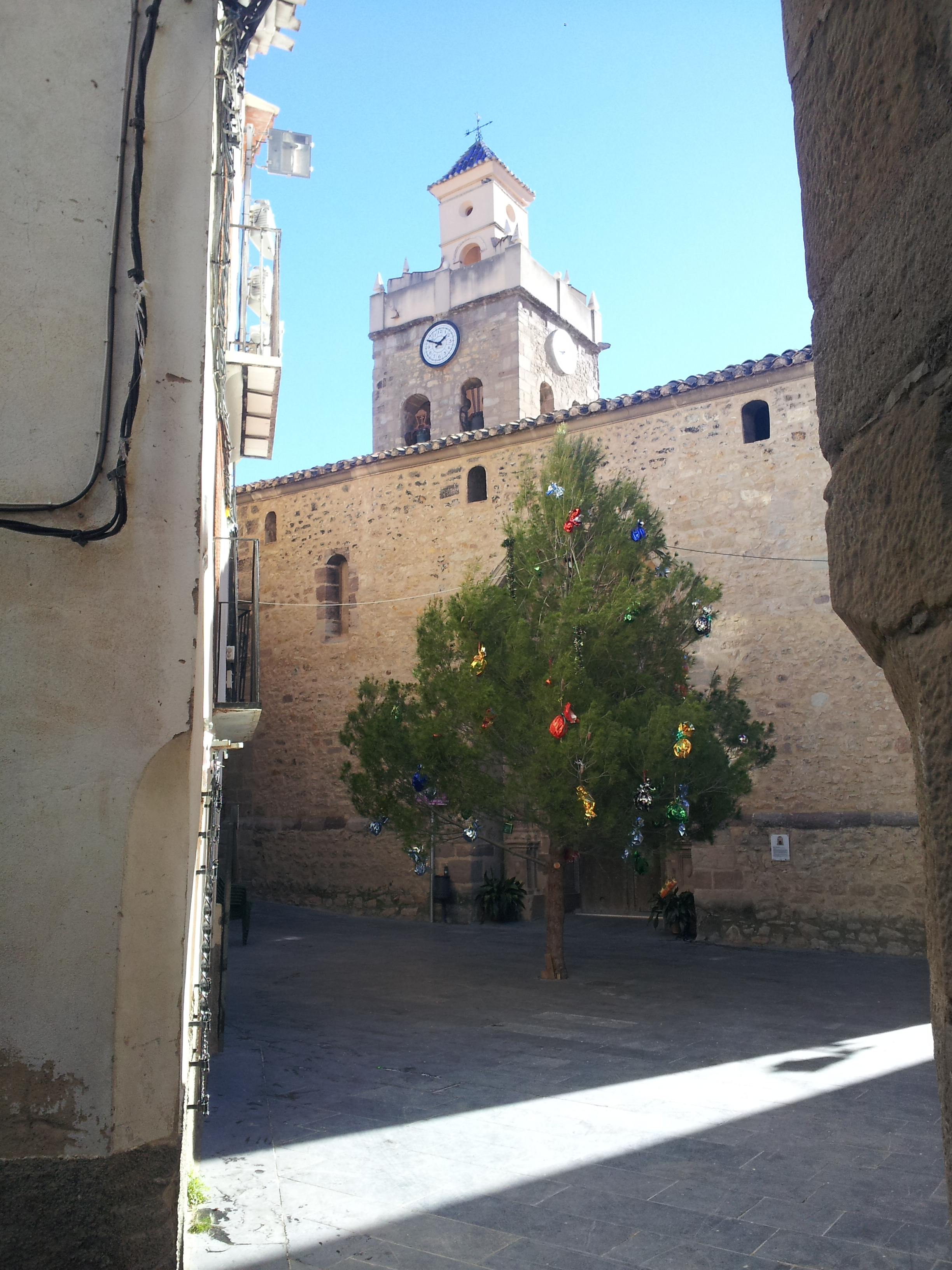
Kirche Mariä Engeln
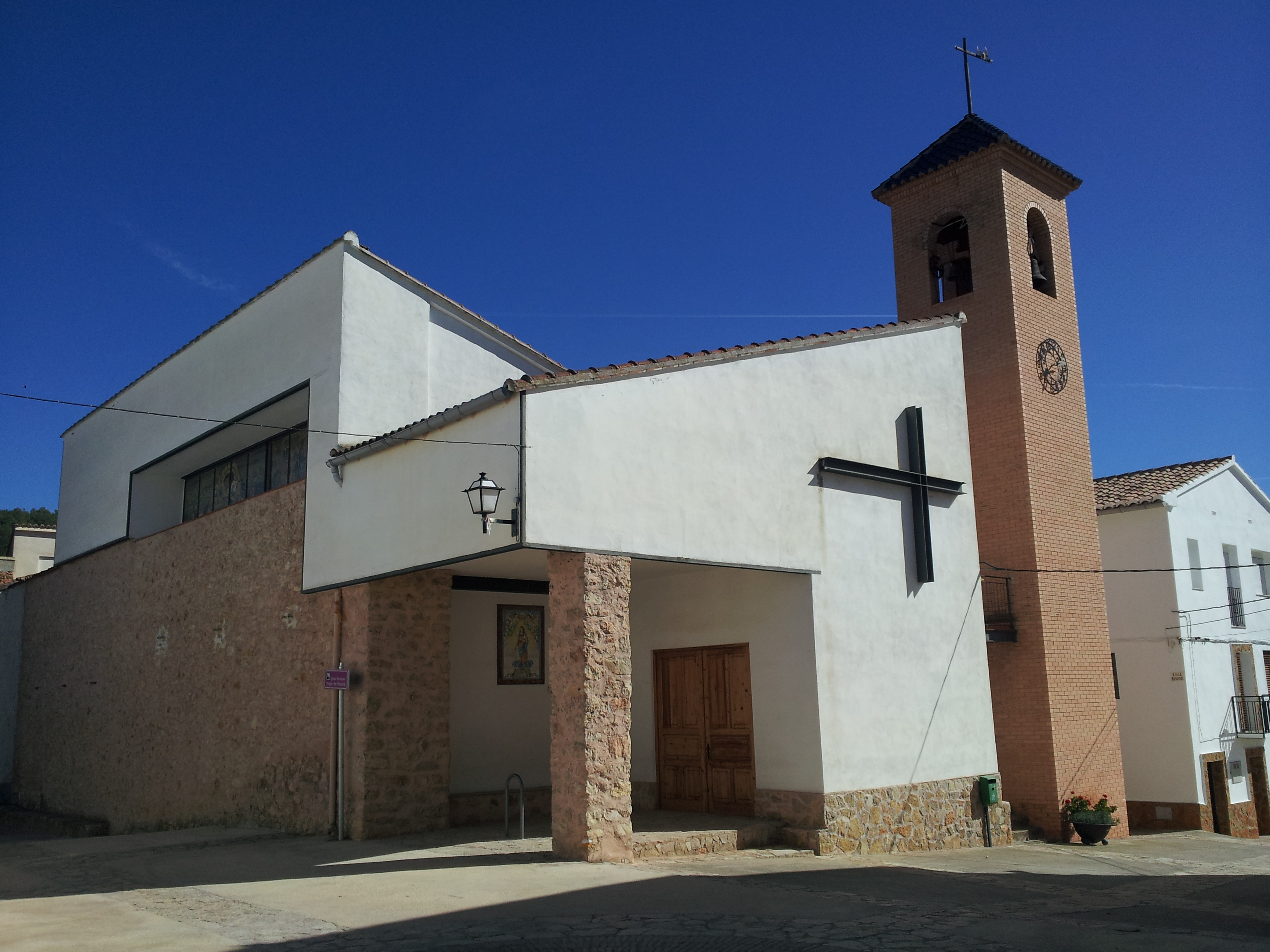
Marienkirche (Los Calpes)
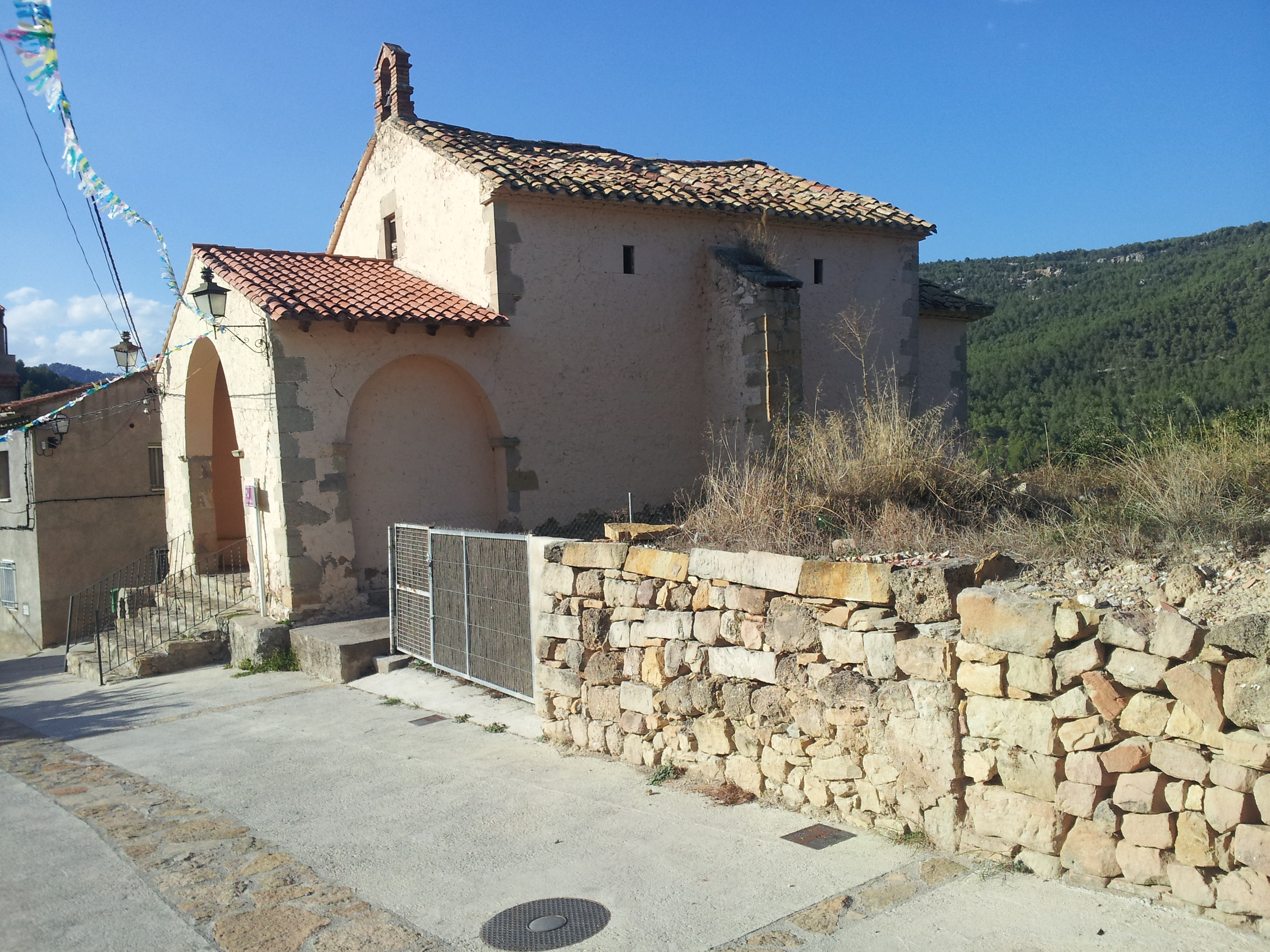
Barbarakapelle
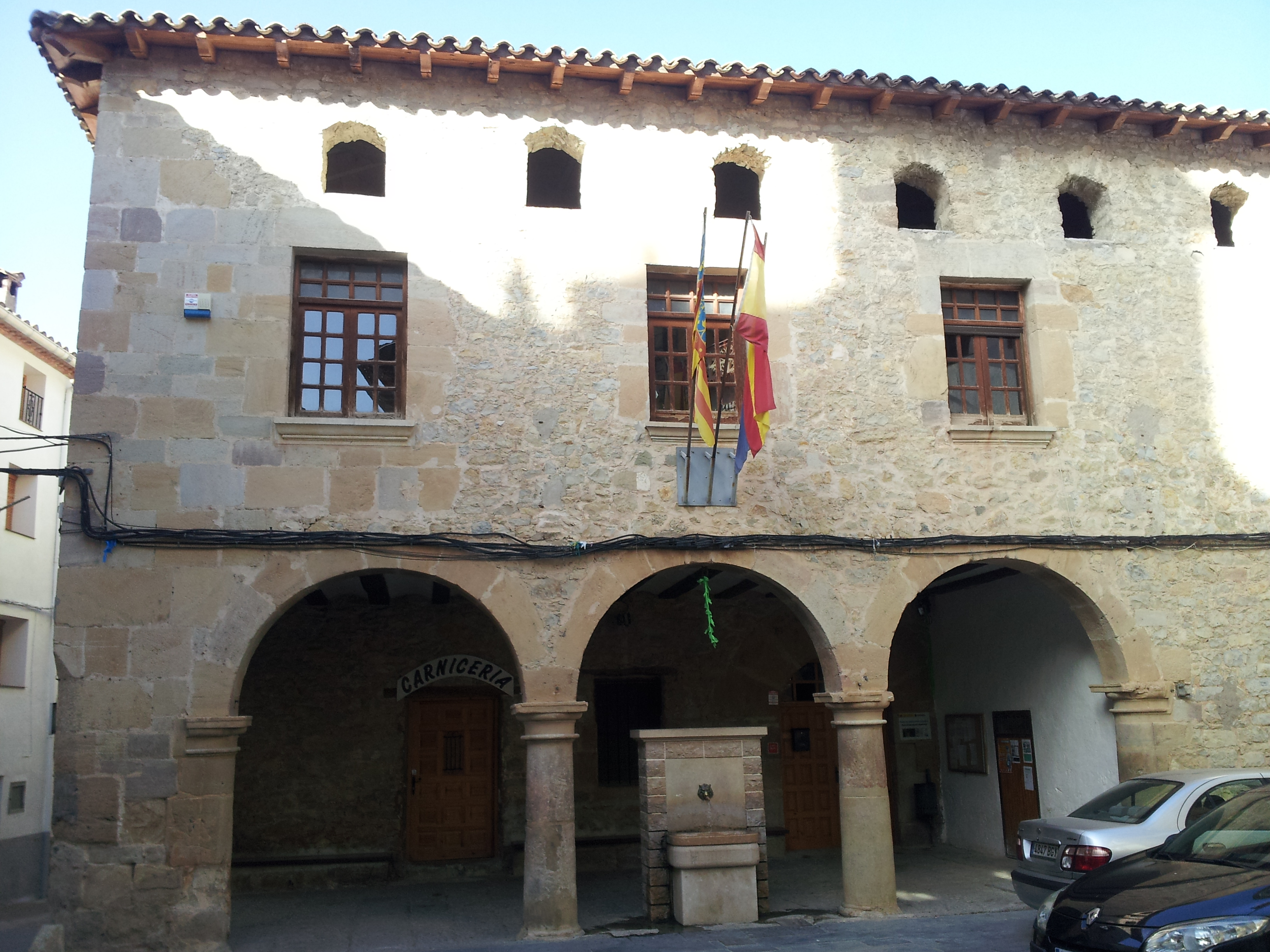
Rathaus